# Kozarsko
Kozarsko (bulgariska: Козарско) är ett distrikt i Bulgarien.   Det ligger i kommunen Obsjtina Bratsigovo och regionen Pazardzjik, i den centrala delen av landet, 120 km sydost om huvudstaden Sofia.
I omgivningarna runt Kozarsko växer i huvudsak lövfällande lövskog. Runt Kozarsko är det ganska tätbefolkat, med 104 invånare per kvadratkilometer.